# 威氏蘇鐵屬
威氏蘇鐵屬（學名：Williamsonia），又名威爾遜蘇鐵屬、威廉姆遜花屬，是已滅絕的本內蘇鐵目下的一屬，和現今的蘇鐵類有相似之處。其下的物種生存於早三疊紀至晚白堊紀。它們生長在熱帶的樹蕨森林中。其化石分布於全世界。

## 特徵
威氏蘇鐵的外觀很像灌木或小樹，典型的植株高度約為3公尺。具有堅實的莖，莖皮為鑽石形。葉為棕櫚葉狀。威氏蘇鐵有兩種性別的生殖器官，本屬Williamsonia在古植物學的形態分類系統中專指其雌性毬果的形態屬，而雄性的花狀生殖器官則另立一個形態屬Weltrichia。目前尚不清楚威氏蘇鐵為雌雄同株或雌雄異株。

## 物種[1]
- Williamsonia gigas Carruthers 1870
- Williamsonia sewardiana Sahni 1932